# San Giovanni in Persiceto
San Giovanni in Persiceto is een gemeente in de Italiaanse metropolitane stad Bologna (regio Emilia-Romagna) en telt 24.790 inwoners (31-12-2004). De oppervlakte bedraagt 114,4 km², de bevolkingsdichtheid is 210 inwoners per km².
De volgende frazioni maken deel uit van de gemeente: San Matteo della Decima, Le Budrie, Castagnolo, Zenerigolo, Lorenzatico, Amola.

## Demografie
San Giovanni in Persiceto telt ongeveer 10327 huishoudens. Het aantal inwoners steeg in de periode 1991-2001 met 6,6% volgens cijfers uit de tienjaarlijkse volkstellingen van ISTAT.
| Jaar | Inwoneraantal |
| ---- | ------------- |
| 1991 | 22.513        |
| 2001 | 24.007        |

## Geografie
De gemeente ligt op ongeveer 21 meter boven zeeniveau.
San Giovanni in Persiceto grenst aan de volgende gemeenten: Anzola dell'Emilia, Castelfranco Emilia (MO), Castello d'Argile, Cento (FE), Crevalcore, Sala Bolognese, Sant'Agata Bolognese.

## Geboren
- Cesare Manganelli (1859-1941), componist, dirigent en violist
- Raffaele Pettazzoni (1883-1959), godsdiensthistoricus